# Grzegorz Walasek
Grzegorz Walasek (ur. 29 sierpnia 1976 w Krośnie Odrzańskim) – polski żużlowiec.

## Kariera sportowa
W swojej dotychczasowej karierze trzykrotnie uczestniczył w cyklu Grand Prix. W 2001 roku jako drugi rezerwowy cyklu miał okazję do startów w czterech z sześciu turniejów. Uzyskane przez niego 16. miejsce było podstawą do przyznaniu mu stałej dzikiej karty na Grand Prix 2002. Sezon ten został ukończony przez niego na 21. pozycji.
Ponownie w Grand Prix Grzegorz Walasek zaprezentował się podczas GP Europy 2004, kiedy to otrzymał dziką kartę. Zajął 6. pozycję i w klasyfikacji generalnej został sklasyfikowany na 23. miejscu (wraz z Nielsem Kristianem Iversenem i Kennethem Bjerre był najwyżej sklasyfikowanym żużlowcem z dziką kartą).
Karierę klubową rozpoczynał Walasek w Zielonej Górze, gdzie startował w latach 1993-99, następnie przez 6 lat reprezentował barwy klubu z Częstochowy. To właśnie w klubie spod Jasnej Góry odniósł jak do tej pory największe swoje sukcesy: został w 2004 roku Indywidualnym Mistrzem Polski, zdobył 3 medale Drużynowych Mistrzostw Polski oraz wywalczył z reprezentacją Polski Drużynowe Mistrzostwo Świata. W 2006 roku powrócił do macierzystego klubu z Zielonej Góry, który akurat walczył o powrót do Ekstraligi. Został kapitanem oraz największą gwiazdą drużyny. Udany sezon przypieczętował srebrnym medalem Indywidualnych Mistrzostw Europy. W 2007 roku po raz pierwszy w karierze wygrał zawody o Złoty Kask.
30 lipca 2007 prezydent Lech Kaczyński za osiągnięcia w polskim sporcie żużlowym odznaczył Walaska Złotym Krzyżem Zasługi
9 sierpnia 2008 zdobył brązowy medal indywidualnych mistrzostw Polski na żużlu.
14 września 2008, zajmując drugie miejsce podczas GP Challenge z dorobkiem 12+2 punktów, awansował do Grand Prix 2009.
12 października 2008 wywalczył brązowy medal DMP z ZKŻ Kronopol Zielona Góra, a 25 października 2009 zdobył złoty medal DMP jako kapitan Falubazu Zielona Góra.
29 czerwca 2014 Grzegorz Walasek przekroczył liczbę 2000 punktów zdobytych w rozgrywkach w najwyższej lidze polskiej sezonu zasadniczego.

## Starty w Grand Prix (Indywidualnych Mistrzostwach Świata na żużlu)

### Punkty w poszczególnych zawodachGrand Prix
| Sezon 2001             |                                |                                |                                |                                |                           |                           |                       |                     |                       |                       |         |         |         |         |         |         |         |         |         |         |         |         |         |         |         |        |        |        |        |        |        |        |        |        |        |        |        |        |        |        |        |        |        |        |        |        |        |
| GP Niemiec – Berlin    | GP Wielkiej Brytanii – Cardiff | GP Danii – Vojens              | GP Czech – Praga               | GP Polski – Bydgoszcz          | GP Szwecji – Sztokholm    | miejsce                   | miejsce               | miejsce             | miejsce               | miejsce               | miejsce | miejsce | miejsce | miejsce | miejsce | miejsce | miejsce | miejsce | miejsce | miejsce | miejsce | miejsce | miejsce | miejsce | miejsce | punkty | punkty | punkty | punkty | punkty | punkty | punkty | punkty | punkty | punkty | punkty | punkty | punkty | punkty | punkty | punkty | punkty | punkty | punkty | punkty | punkty | punkty |
| –                      | 10                             | 6                              | 14                             | 4                              | –                         | 16                        | 16                    | 16                  | 16                    | 16                    | 16      | 16      | 16      | 16      | 16      | 16      | 16      | 16      | 16      | 16      | 16      | 16      | 16      | 16      | 16      | 34     | 34     | 34     | 34     | 34     | 34     | 34     | 34     | 34     | 34     | 34     | 34     | 34     | 34     | 34     | 34     | 34     | 34     | 34     | 34     | 34     | 34     |
| Sezon 2002             |                                |                                |                                |                                |                           |                           |                       |                     |                       |                       |         |         |         |         |         |         |         |         |         |         |         |         |         |         |         |        |        |        |        |        |        |        |        |        |        |        |        |        |        |        |        |        |        |        |        |        |        |
| GP Norwegii – Hamar    | GP Polski – Bydgoszcz          | GP Wielkiej Brytanii – Cardiff | GP Słowenii – Krško            | GP Szwecji – Sztokholm         | GP Czech – Praga          | GP Skandynawii – Göteborg | GP Europy – Chorzów   | GP Danii – Vojens   | GP Australii – Sydney | miejsce               | miejsce | miejsce | miejsce | miejsce | miejsce | miejsce | miejsce | miejsce | miejsce | miejsce | miejsce | miejsce | miejsce | miejsce | miejsce | punkty | punkty | punkty | punkty | punkty | punkty | punkty | punkty | punkty | punkty | punkty | punkty | punkty | punkty | punkty | punkty | punkty | punkty | punkty | punkty | punkty | punkty |
| 7                      | 2                              | 3                              | 3                              | 5                              | 5                         | –                         | –                     | –                   | –                     | 21                    | 21      | 21      | 21      | 21      | 21      | 21      | 21      | 21      | 21      | 21      | 21      | 21      | 21      | 21      | 21      | 25     | 25     | 25     | 25     | 25     | 25     | 25     | 25     | 25     | 25     | 25     | 25     | 25     | 25     | 25     | 25     | 25     | 25     | 25     | 25     | 25     | 25     |
| Sezon 2004             |                                |                                |                                |                                |                           |                           |                       |                     |                       |                       |         |         |         |         |         |         |         |         |         |         |         |         |         |         |         |        |        |        |        |        |        |        |        |        |        |        |        |        |        |        |        |        |        |        |        |        |        |
| GP Szwecji – Sztokholm | GP Czech – Praga               | GP Europy – Wrocław            | GP Wielkiej Brytanii – Cardiff | GP Danii – Kopenhaga           | GP Skandynawii – Göteborg | GP Słowenii – Krško       | GP Polski – Bydgoszcz | GP Norwegii – Hamar | miejsce               | miejsce               | miejsce | miejsce | miejsce | miejsce | miejsce | miejsce | miejsce | miejsce | miejsce | miejsce | miejsce | miejsce | miejsce | miejsce | miejsce | punkty | punkty | punkty | punkty | punkty | punkty | punkty | punkty | punkty | punkty | punkty | punkty | punkty | punkty | punkty | punkty | punkty | punkty | punkty | punkty | punkty | punkty |
| –                      | –                              | 13                             | –                              | –                              | –                         | –                         | –                     | –                   | 23                    | 23                    | 23      | 23      | 23      | 23      | 23      | 23      | 23      | 23      | 23      | 23      | 23      | 23      | 23      | 23      | 23      | 13     | 13     | 13     | 13     | 13     | 13     | 13     | 13     | 13     | 13     | 13     | 13     | 13     | 13     | 13     | 13     | 13     | 13     | 13     | 13     | 13     | 13     |
| Sezon 2009             |                                |                                |                                |                                |                           |                           |                       |                     |                       |                       |         |         |         |         |         |         |         |         |         |         |         |         |         |         |         |        |        |        |        |        |        |        |        |        |        |        |        |        |        |        |        |        |        |        |        |        |        |
| GP Czech – Praga       | GP Europy – Leszno             | GP Szwecji – Göteborg          | GP Danii – Kopenhaga           | GP Wielkiej Brytanii – Cardiff | GP Łotwy – Dyneburg       | GP Skandynawii – Målilla  | GP Nordyckie – Vojens | GP Słowenii – Krško | GP Włoch – Terenzano  | GP Polski – Bydgoszcz | miejsce | miejsce | miejsce | miejsce | miejsce | miejsce | miejsce | miejsce | miejsce | miejsce | miejsce | miejsce | miejsce | miejsce | miejsce | punkty | punkty | punkty | punkty | punkty | punkty | punkty | punkty | punkty | punkty | punkty | punkty | punkty | punkty | punkty | punkty | punkty | punkty | punkty | punkty | punkty |        |
| 6                      | 5                              | 6                              | 7                              | 1                              | 6                         | 6                         | 7                     | 6                   | 13                    | 3                     | 13      | 13      | 13      | 13      | 13      | 13      | 13      | 13      | 13      | 13      | 13      | 13      | 13      | 13      | 13      | 66     | 66     | 66     | 66     | 66     | 66     | 66     | 66     | 66     | 66     | 66     | 66     | 66     | 66     | 66     | 66     | 66     | 66     | 66     | 66     | 66     |        |

| Statystyki        | Statystyki |
| ----------------- | ---------- |
| Starty            | 22         |
| Zwycięstwa        | 0          |
| Miejsca na podium | 0          |
| Finalista         | 1          |
| Punkty            | 138        |

## Mistrzostwa Polski

### Drużynowe Mistrzostwa Polski
Legenda:      awans      spadek
| Sezon | Liga       | Klub                                                | Miejsce | Mecze | Biegi | Punkty | Bonusy | Razem | Śr. bieg.   | Zwycięzca ligi              | Mistrz Polski               |
| ----- | ---------- | --------------------------------------------------- | ------- | ----- | ----- | ------ | ------ | ----- | ----------- | --------------------------- | --------------------------- |
| 1993  | I Liga     | Morawski Zielona Góra                               | 6.      | 1     | 2     | 0      | 0      | 0     | 0,000       | Sparta Polsat Wrocław       | Sparta Polsat Wrocław       |
| 1994  | I Liga     | Morawski Zielona Góra                               | 10.     | 17    | 64    | 67     | 7      | 74    | 1,156       | Sparta Polsat Wrocław       | Sparta Polsat Wrocław       |
| 1995  | II Liga    | ZKŻ Polmos Beram Zielona Góra                       | 4.      | 13    | 54    | 80     | 13     | 93    | 1,722       | Start Gniezno               | Sparta Polsat Wrocław       |
| 1996  | II Liga    | ZKŻ Polmos Zielona Góra                             | 2.      | 21    | 98    | 210    | 24     | 234   | 2,388       | Unia Leszno                 | Włókniarz Malma Częstochowa |
| 1997  | I Liga     | ZKŻ Polmos Zielona Góra                             | 6.      | 17    | 79    | 123    | 17     | 140   | 1,772       | Jutrzenka Polonia Bydgoszcz | Jutrzenka Polonia Bydgoszcz |
| 1998  | I Liga     | ZKŻ Polmos Zielona Góra                             | 9.      | 12    | 55    | 102    | 6      | 108   | 1,964       | Jutrzenka Polonia Bydgoszcz | Jutrzenka Polonia Bydgoszcz |
| 1999  | II Liga    | ZKŻ Polmos Zielona Góra                             | 2.      | 22    | 112   | 237    | 20     | 257   | 2,295       | Włókniarz Malma Częstochowa | Ludwik Polonia Piła         |
| 2000  | Ekstraliga | Włókniarz Malma Częstochowa                         | 6.      | 19    | 93    | 158    | 15     | 173   | 1,860       | Polonia Bydgoszcz           | Polonia Bydgoszcz           |
| 2001  | Ekstraliga | Radson Malma Włókniarz Częstochowa                  | 6.      | 20    | 100   | 156    | 14     | 170   | 1,700       | Apator Adriana Toruń        | Apator Adriana Toruń        |
| 2002  | Ekstraliga | Włókniarz Candela Częstochowa                       | 4.      | 11    | 55    | 91     | 4      | 95    | 1,727       | Point S Polonia Bydgoszcz   | Point S Polonia Bydgoszcz   |
| 2003  | Ekstraliga | Top Secret Włókniarz Częstochowa                    | 1.      | 20    | 83    | 122    | 25     | 147   | 1,771       | –                           | –                           |
| 2004  | Ekstraliga | Złomrex Włókniarz Częstochowa                       | 3.      | 20    | 101   | 200    | 26     | 226   | 2,238       | Unia Tarnów                 | Unia Tarnów                 |
| 2005  | Ekstraliga | Złomrex Włókniarz Częstochowa                       | 3.      | 19    | 98    | 194    | 13     | 207   | 2,112       | Unia Tarnów                 | Unia Tarnów                 |
| 2006  | I Liga     | ZKŻ Kronopol Zielona Góra                           | 1.      | 18    | 92    | 211    | 15     | 226   | 2,457       | –                           | Atlas Wrocław               |
| 2007  | Ekstraliga | ZKŻ Kronopol Zielona Góra                           | 7.      | 16    | 84    | 169    | 3      | 172   | 2,048 (12.) | Unia Leszno                 | Unia Leszno                 |
| 2008  | Ekstraliga | ZKŻ Kronopol Zielona Góra                           | 3.      | 20    | 113   | 232    | 11     | 243   | 2,150 (10.) | Unibax Toruń                | Unibax Toruń                |
| 2009  | Ekstraliga | Falubaz Zielona Góra                                | 1.      | 20    | 103   | 186    | 23     | 209   | 2,029 (14.) | –                           | –                           |
| 2010  | Ekstraliga | Polonia Bydgoszcz                                   | 8.      | 16    | 85    | 152    | 15     | 167   | 1,965 (12.) | Unia Leszno                 | Unia Leszno                 |
| 2011  | I liga     | Polonia Bydgoszcz                                   | 1.      | 19    | 95    | 213    | 9      | 222   | 2,337       | –                           | Falubaz Zielona Góra        |
| 2012  | Ekstraliga | PGE Marma Rzeszów                                   | 7.      | 18    | 101   | 211    | 5      | 216   | 2,139 (10.) | Tauron Azoty Tarnów         | Tauron Azoty Tarnów         |
| 2013  | Ekstraliga | PGE Marma Rzeszów                                   | 8.      | 18    | 93    | 187    | 6      | 193   | 2,075 (13.) | Falubaz Zielona Góra        | Falubaz Zielona Góra        |
| 2014  | Ekstraliga | Włókniarz Częstochowa                               | 7.      | 12    | 46    | 80     | 2      | 82    | 1,783 (21.) | Stal Gorzów Wielkopolski    | Stal Gorzów Wielkopolski    |
| 2015  | Ekstraliga | SPAR Falubaz Zielona Góra                           | 5.      | 11    | 52    | 78     | 8      | 86    | 1,654 (28.) | Fogo Unia Leszno            | Fogo Unia Leszno            |
| 2016  | I Liga     | Speedway Wanda Instal Kraków                        | 7.      | 15    | 75    | 139    | 13     | 152   | 2,027 (16.) | SK Lokomotīve Dyneburg      | Stal Gorzów Wielkopolski    |
| 2017  | Ekstraliga | Get Well Toruń                                      | 7.      | 10    | 42    | 51     | 11     | 62    | 1,476 (38.) | Fogo Unia Leszno            | Fogo Unia Leszno            |
| 2018  | Ekstraliga | Get Well Toruń                                      | 5.      | 1     | 4     | 4      | 1      | 5     | 1,250 (nsk) | Fogo Unia Leszno            | Fogo Unia Leszno            |
| 2018  | Ekstraliga | Cash Broker Stal Gorzów Wielkopolski (wypożyczenie) | 2.      | 16    | 65    | 65     | 18     | 83    | 1,277 (41.) | Fogo Unia Leszno            | Fogo Unia Leszno            |
| 2019  | I Liga     | Arged Malesa TŻ Ostrovia Ostrów Wielkopolski        | 2.      | 16    | 82    | 160    | 2      | 162   | 1,976 (15.) | PGG ROW Rybnik              | Fogo Unia Leszno            |
| 2020  | I Liga     | Arged Malesa TŻ Ostrovia Ostrów Wielkopolski        | 6.      | 14    | 62    | 101    | 9      | 110   | 1,774 (22.) | eWinner Apator Toruń        | Fogo Unia Leszno            |
| 2021  | I Liga     | Arged Malesa TŻ Ostrovia Ostrów Wielkopolski        | 2.      | 18    | 87    | 166    | 17     | 183   | 2,103 (9.)  | –                           | Betard Sparta Wrocław       |
| 2022  | Ekstraliga | Arged Malesa TŻ Ostrovia Ostrów Wielkopolski        | 8.      | 14    | 50    | 69     | 7      | 76    | 1,520 (31.) | Motor Lublin                | Motor Lublin                |
| 2023  | I Liga     | Arged Malesa Ostrów Wielkopolski                    | 3.      | 18    | 85    | 146    | 16     | 162   | 1,906 (18.) | Enea Falubaz Zielona Góra   | Platinum Motor Lublin       |
| 2024  | I Liga     | Innpro ROW Rybnik                                   | 1.      | 20    | 80    | 107    | 11     | 118   | 1,475 (33.) | –                           | Orlen Oil Motor Lublin      |

Podsumowanie:
| Sezony | Mecze | Biegi | Pkt  | Bonusy | Razem | Średnia/bg | Średnia/mc |
| ------ | ----- | ----- | ---- | ------ | ----- | ---------- | ---------- |
| 32     | 522   | 2490  | 4467 | 386    | 4853  | 1,949      | 9,297      |

## Sukcesy
- Indywidualne Mistrzostwa Świata
  - 2001 - 16. miejsce - 34 punkty - 4 starty na 6 (dzika karta)
  - 2002 - 21. miejsce - 25 punkty - 6 startów na 10 (stały uczestnik)
  - 2004 - 23. miejsce - 13 punktów - 1 start na 9 (dzika karta)
  - 2009 - 13. miejsce - 66 punktów - 11 startów 11(stały uczestnik)
- Drużynowe Mistrzostwa Świata
  - 2005 - 1. miejsce
  - 2007 - 1. miejsce
  - 2008 - 2. miejsce
- Indywidualne Mistrzostwa Europy
  - 2006 - 2. miejsce
- Indywidualne Mistrzostwa Polski
  - 2004 - 1. miejsce
  - 2008 - 3. miejsce
- Młodzieżowe Indywidualne Mistrzostwa Polski
  - 1997 - 1. miejsce
- Drużynowe Mistrzostwa Polski
  - 2003 - 1. miejsce
  - 2004 - 3. miejsce
  - 2005 - 3. miejsce
  - 2008 - 3. miejsce
  - 2009 - 1. miejsce
- Złoty Kask
  - 2004 - 3. miejsce
  - 2007 - 1. miejsce
  - 2014 - 3. miejsce
- Srebrny Kask
  - 1997 - 3. miejsce
- Brązowy Kask
  - 1995 - 3. miejsce
- Mistrzostwa Polski par klubowych na żużlu
  - 2008 - 3. miejsce
  - 2009 - 1. miejsce
  - 2010 - 3. miejsce

## Inne ważniejsze turnieje
| Osiągnięcia: | Osiągnięcia: | 10. miejsce (2001) | 10. miejsce (2001) | 10. miejsce (2001) | 10. miejsce (2001) |
| Sezon        | Miasto       | Msc                | Pkt                | Biegi              | Kluby              |
| 1998         | Gorzów Wlkp. | 15                 | 2                  | (0,u,1,1,ns)       | Zielona Góra       |
| 2001         | Gorzów Wlkp. | 10                 | 7                  | (2,2,u,1,2)        | Częstochowa        |
| 2007         | Gorzów Wlkp. | 12                 | 6                  | (1,t,2,2,1)        | Zielona Góra       |